# Sixaxis

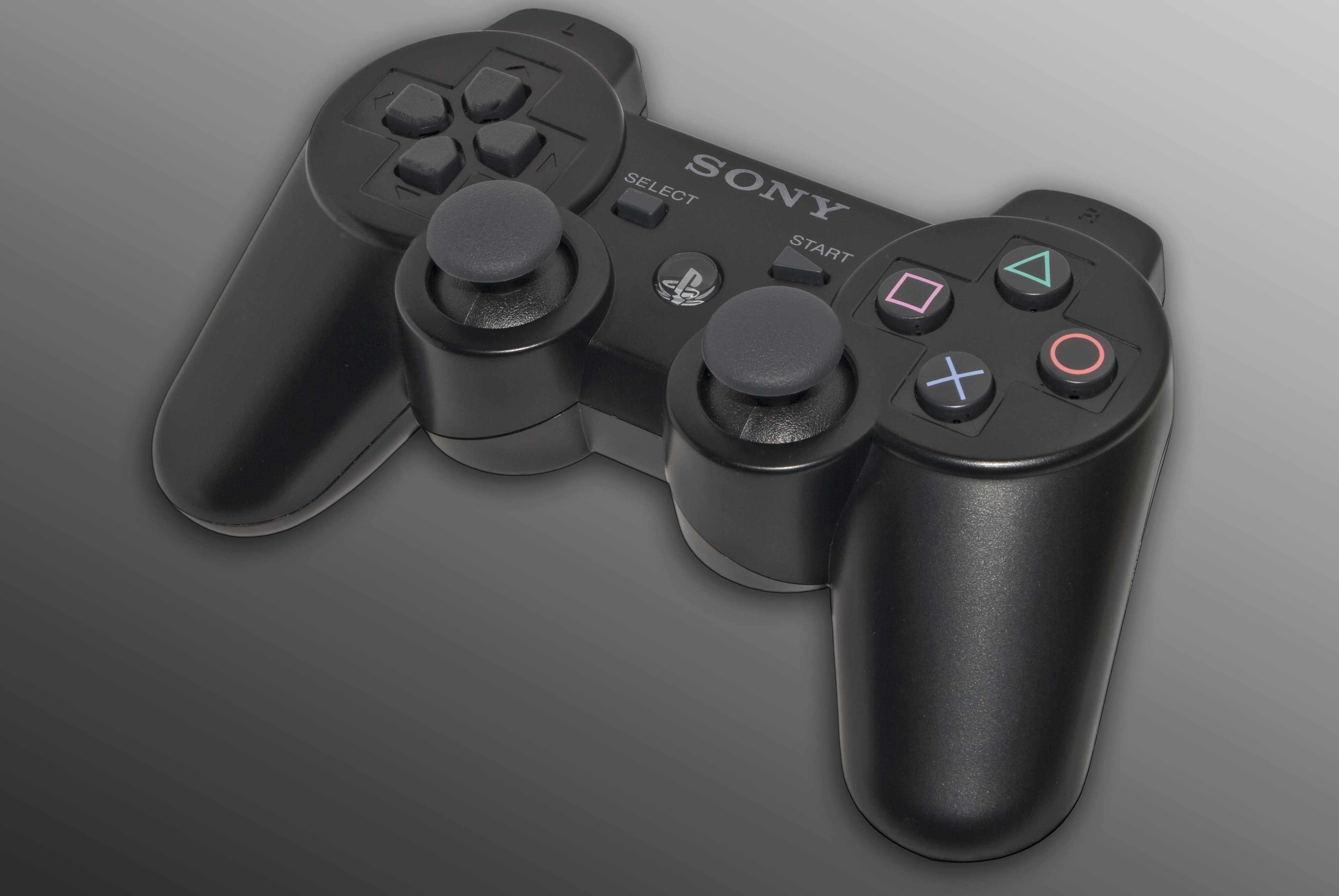
Sixaxis

Sixaxis är en handkontroll till spelkonsolen Playstation 3. Kontrollen är tillverkad av Sony och presenterades för första gången under E3-mässan år 2006. Den fick då negativ kritik för utseendet, den såg ut som en silverfärgad banan. Designen gjordes därefter om i linje med föregångaren DualShock. Jämfört med denna har Sixaxis tappat rumblefunktionen, men i stället fått rörelsekänslighet.

## Kuriosa
I samband med lanseringen av Playstation 3 och tillhörande Sixaxis meddelade Sony att skakfunktionen tillhörde den gångna konsolgenerationen. Trots det har Sony valt att utveckla ytterligare en handkontroll kallad DualShock 3 med inbyggd rumble.

## Utveckling
Den 2 april 2008 meddelade Sony att Sixaxis-kontrollen tas ur produktion och ersätts av den nya versionen DualShock 3 med skakfunktion.